# Matthew Sadler

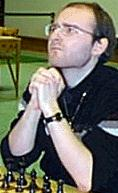
Matthew Sadler, Porz 1999

Matthew D. Sadler (5 mei 1974) is een Britse schaker. Hij is een FIDE grootmeester maar is sinds oktober 1999 geen beroepsschaker meer, en speelde ruim tien jaar lang geen toernooien. Sinds april 2010 is hij weer actief als toernooischaker.
In 1995 was hij kampioen van Groot-Brittannië. In 1996 speelde hij mee in de Schaakolympiade en in 1997 was hij winnaar van "Hastings". In 1998 speelde hij mee in het Smith & Williamson tournament en werd derde, Anthony Miles en Nigel Short eindigden als gedeeld eerste. In 1999 eindigde hij op de eerste plaats in het Sonsbeek SNS toernooi. In dat toernooi werd Viktor Kortsjnoj tweede en Friso Nijboer derde.
In de FIDE Top-100 lijst van april 2004 staat hij op de 71e plaats.
Sadler heeft een viertal schaakboeken geschreven: "Tips for young Players", "Queen gambit declined" (bekroond met de BCF-prijs voor het beste schaakboek), "Semi-Slav", en "The Slav".

## Partijvoorbeeld
De partij Anatoli Karpov - Matthew Sadler 0-1, Monaco 1998 Eco-code A 07 eindigde met een grove blunder:

1.Pf3 d5 2.g3 Pc6 3.d4 Lf5 4.Ph4 Le4 5.f3 Lg6 6.Pxg6 hxg6 7.Lg2 Dd6 8.f4 0-0-0 9.c3 g5 10.Dd3 Kb8 11.fxg5 e5 12.0-0 e4 13.Txf7? exd3 (0-1). diagram